# Ariadna boliviana
Ariadna boliviana är en spindelart som beskrevs av Simon 1907. Ariadna boliviana ingår i släktet Ariadna och familjen sexögonspindlar. Inga underarter finns listade i Catalogue of Life.